# 大阪府道16号大阪高槻線
大阪府道16号大阪高槻線（おおさかふどう16ごう おおさかたかつきせん）は、大阪府大阪市淀川区から同府高槻市に至る府道（主要地方道）である。

## 概要
起点より柴島1まで大阪市道福町浜町線と重複し、長柄橋北詰から大阪府道14号大阪高槻京都線と重複し菅原1丁目で分かれ、淀川右岸の摂津市鳥飼などを経由し高槻市役所前で国道171号と接続する。
大部分の区間で東海道新幹線と並行する。

### 路線データ
- 起点：大阪府大阪市淀川区新北野（北野高校前交差点、国道176号十三バイパス交点）
- 終点：大阪府高槻市 城北町（高槻市役所前交差点、国道171号交点）
- 路線延長：12.301 km[1]

## 歴史
- 1959年（昭和34年）12月1日 - 大阪府が一般府道大阪三島高槻線を路線認定。
  - 大阪市北区の一級国道1号（二級国道163号大阪四日市線重複）南森町交差点を起点とし、三島郡三島町（現・摂津市）を経由し高槻市の二級国道171号京都神戸線高槻市役所前交差点を終点とした。
- 1964年（昭和39年）12月28日 - 建設省（現・国土交通省）から、一般府道大阪三島高槻線を大阪高槻線として主要地方道に指定される。
- 1965年（昭和40年） - 大阪府が主要府道大阪高槻線を認定。
- 1993年（平成5年）5月11日 - 建設省が主要府道大阪高槻線を主要地方道に再指定[2]。
- 1994年（平成6年）4月1日 - 大阪市道福町浜町線の一部を重複し、起点を大阪市北区南森町から大阪市淀川区新北野へ変更。

## 路線状況

### 別名
- 淀川通
- 産業道路
- 大高線（だいたかせん・だいこうせん）
- 高槻線

### 重複区間
- 大阪府道14号大阪高槻京都線（長柄橋北詰交差点・菅原1交差点）
- 大阪府道134号熊野大阪線（長柄橋北詰交差点・柴島2交差点間）

## 地理

### 通過する自治体
- 大阪市（淀川区 - 東淀川区）
- 吹田市
- 摂津市
- 高槻市

### 交差する道路
大阪市
- 国道176号十三バイパス・大阪市道福町浜町線（大阪市淀川区新北野・北野高校前交差点、起点）
- 国道176号・大阪府道41号大阪伊丹線（大阪市淀川区十三本町・新北野交差点）
- 新御堂筋 国道423号（大阪市淀川区西中島・西中島南方駅前交差点）
- 大阪府道14号大阪高槻京都線（大阪市東淀川区柴島・長柄橋北詰交差点）
- 大阪府道134号熊野大阪線（大阪市東淀川区柴島二丁目）
- 大阪府道14号大阪高槻京都線（大阪市東淀川区菅原・菅原1交差点）
- 大阪内環状線 国道479号（大阪市東淀川区大桐・大桐2交差点）

摂津市
- 大阪府道147号正雀一津屋線（摂津市東別府・別府交差点）
- 大阪府道2号大阪中央環状線（摂津市東一津屋・一津屋交差点）
- 大阪府道15号八尾茨木線・鳥飼仁和寺大橋（摂津市鳥飼中・鳥飼中1丁目西交差点）

高槻市
- 大阪府道19号茨木寝屋川線（高槻市柱本・柱本交差点）
- 大阪府道138号三島江茨木線（高槻市西面中・西面交差点）
- 大阪府道139号枚方茨木線（高槻市唐崎北・唐崎交差点）
- 大阪府道14号大阪京都高槻線（高槻市唐崎北・唐崎北交差点 / 唐崎北2交差点）
- 大阪府道132号高槻茨木線（高槻市庄所町・高西交差点）
- 国道171号（高槻市野見町・高槻市役所前交差点、終点）

### 沿線にある施設など
- 大阪モノレール線南摂津駅
- 日野自動車大阪部品デポ
- 大阪府立摂津支援学校／大阪府立とりかい高等支援学校
- 阪急バス柱本営業所
- コーナン高槻店
- Landport 高槻
- 高槻市立総合スポーツセンター
- 東洋メビウス高槻物流センター
- Satake高槻城西店
- 高槻市役所